# ウェイキング・アッシュランド
ウェイキング・アッシュランド(Waking Ashland)とは、アメリカ合衆国,カリフォルニア州,サンディエゴにて結成されたエモバンドである。ピュアなサウンドが特徴的で、彼らの代表曲「I Am for You」はここ日本でも話題を呼んだ。

## 現在のメンバー
- ジョナサン・ジョーンズ/Jonathan Jones - (ヴォーカル・キーボード)
- ライアン・ラリアー/Ryan Lallier - (ギター)
- ネイト・ハロルド/Nate Harold - (ベース)
- ティム・ベリー/Tim Very  - (ドラム)

### 旧メンバー
- Andrew Grosse – ベース
- Thomas Lee – ドラム
- Nick Rucker – ギター
- Derek Vaughn – ベース
- Robert Teegarden – ベース

## ディスコグラフィー

### アルバム
- Composure (2005) 1stアルバム。代表曲「I Am for You」が収録されている。
- Telescopes (2006) 1stミニアルバム。
- The Well (2007) 2ndアルバム。

### シングル
| 発表 | 曲名              | 収録アルバム |
| ---- | ----------------- | ------------ |
| 2005 | "I Am for You"    | Composure    |
| 2006 | "Hands on Deck"   | Composure    |
| 2007 | "Your Intentions" | The Well     |

### EP
- I Am for You (2004)